# Amédée Masclef
Amédée Masclef, född 1858, död 1901[källa behövs], var en fransk botaniker och illustratör. Han har illustrerat bland annat Atlas des plantes de France, ett bokverk om Frankrikes flora, med 400 bilder.

Exempel
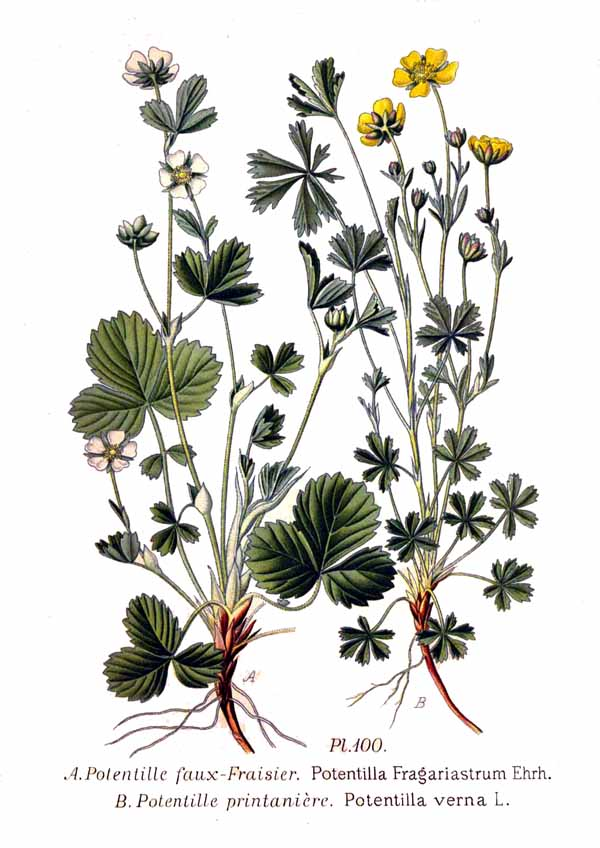
Småfingerört Potentilla verna
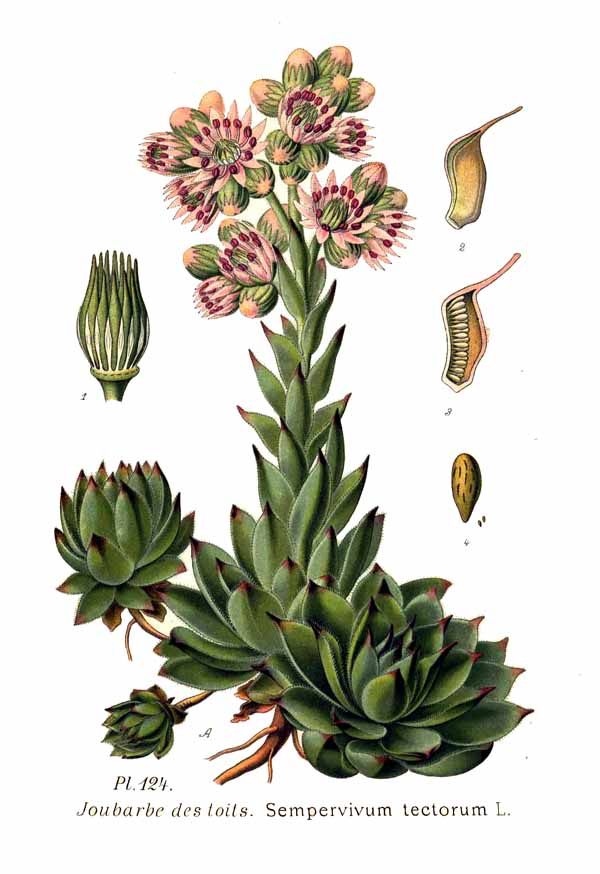
Taklök Sempervivum tectorum
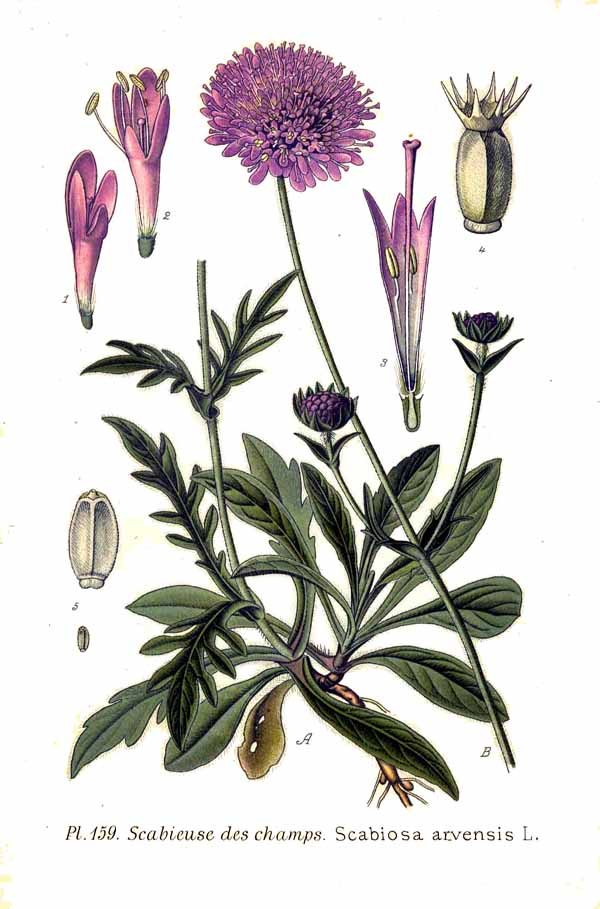
Åkervädd Scabiosa arvensis
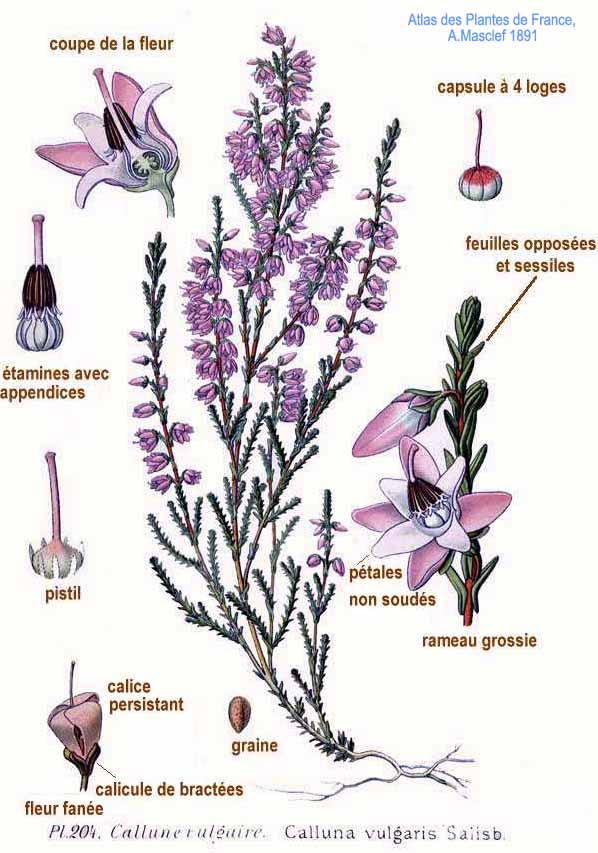
Ljung Calluna vulgaris
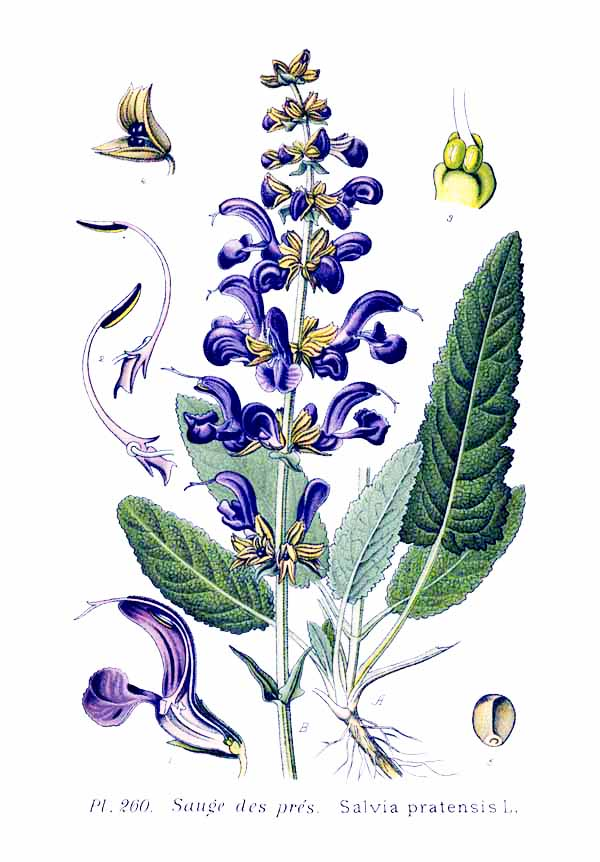
Ängssalvia Salvia pratensis
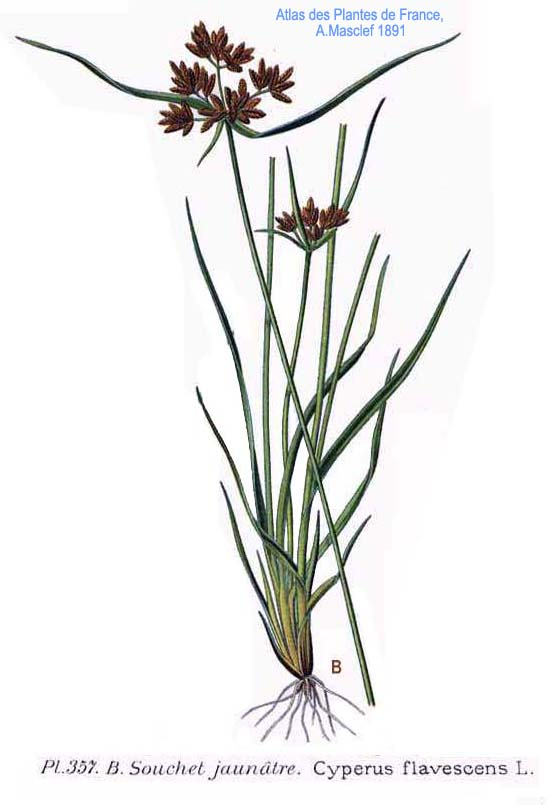
Cyperus flavescens